# 東邊西邊
《東邊西邊》（英語：When East Meets West）是由香港亞洲電視製作的2008年高清電視劇，由亞視經理人合約藝員林韋辰、吳亭欣主演，由娃哈哈冠名贊助。
此劇是吳亭欣首部主演的電視劇。劇集首先於海外推出，隨後2009年1月5日才於亞洲電視本港台播出。

## 故事大綱
劇集講述張氏家族移民美國並發展「東方美食」連鎖超市。家族在「東邊美食」和「西邊咖啡」兩家餐館內，因為文化差異鬧出連番笑話，並流露出人流落在異鄉的辛酸。

## 演員
| 演員     | 角色   | 關係／暱稱                       |
| 午 馬    | 張 飛  | 張翊、張興國、張寶國、張偉國之父 |
| 羅 蘭    | 阿 梅  |                                  |
| 關偉倫   | 張興國 | 張飛大兒子                       |
| 鄭君熾   | 張偉國 | 張飛二兒子 律師                  |
| 林韋辰   | 張寶國 | 張飛三兒子                       |
| 呂晶晶   | 張 翊  | 張飛女兒                         |
| 鍾淑慧   | 珍 妮  | 張偉國之妻                       |
| 何彥樺   | 趙雪茵 |                                  |
| 吳志萍   | 候美麗 |                                  |
| 吳亭欣   | 吳珍珍 | 模特兒                           |
| 珈 潁    | 杜凱麗 | 游廣女友                         |
| 曾偉明   | 周有光 | 外號「周遊廣」                   |
| 李修賢   | 胡錫民 | 李芸丈夫                         |
| 杜挺豪   | 鮑達英 | 律師                             |
| 王綺琴   | 李 芸  | 胡錫民之妻                       |
| 李耀敬   | 漢克斯 | Hanks                            |
| 徐自賢   | 安 娜  |                                  |
| 林茜茜   | 甄思思 |                                  |
| 吳嘉勁   | 米 高  |                                  |
| 智 紅    | 羅 娜  |                                  |
| 鍾 弦    | 凱 倫  |                                  |
| 司徒玉婷 | 陳 娟  |                                  |
| 張世偉   | 胡棟樑 |                                  |
| 林 美    | 女法官 |                                  |

## 收視
以下為該劇於亞洲電視本港台首播之收視紀錄：
| 週次 | 日期                   | 平均收視 |
| ---- | ---------------------- | -------- |
| 1    | 2009年1月5日－1月9日   | 4點      |
| 2    | 2009年1月12日－1月16日 | 4點      |
| 3    | 2009年1月19日－1月23日 | 3點      |
| 4    | 2009年1月26日－1月30日 | 3點      |
| 5    | 2009年2月2日－2月6日   | 4點      |
| 5    | 2009年2月8日           | 4點      |

資料來源：CSM媒介研究（一個收視點代表64,820名觀眾）

## 推出時間
本節目由2009年1月5日晚上8:30於亞洲電視本港台播出，預計稍後會於亞洲電視高清頻道播出。